# 한국토지주택공사 직원 부동산 투기 의혹
한국토지주택공사 직원 부동산 투기 의혹은 한국토지주택공사(LH)의 일부 직원들이 2018년부터 문재인 정부의 3기 신도시 중 최대 규모인 광명 · 시흥 신도시 사업지역에 100억 원대의 토지를 투기성으로 집중 매입했다는 의혹이다.

## 배경
2021년 2월 24일, 정부는 수도권 주택 공급을 확충하기 위해 광명·시흥을 3기 신도시로 추가 선정했다. 2020년 발표한 남양주 왕숙, 하남 교산, 고양 창릉, 부천 대장, 인천 계양에 이어 6번째 3기 신도시다. 3기 신도시에는 계양신도시, 교산신도시, 대장신도시, 왕숙신도시, 창릉신도시, 광명시흥신도시가 있다.

## 논란
LH는 신도시 사업을 집행하는 기관이라, 이들이 내부 정보를 이용하여 공직자윤리법상 이해충돌방지 의무와 부패방지법상 업무상 비밀이용 금지를 위반했다는 의혹이 불거졌다. 또한 문재인 정부의 신도시 개발 정책 관리에 허점이 뚫린 대규모 투기라는 논란이 제기되었다.

## 수법
투기 의혹을 받는 LH 직원 A 씨 등은 광명·시흥 신도시로 발표된 경기 시흥시 무지내동에서 2017년부터 땅을 사들였다. 이후 그곳에 용버들을 심었다. 3.3m²당 1그루를 심는 게 적당한데 수십 그루를 심었다. 토지 수용 때 나무 보상비는 주로 그루당 이식 비용에 전체 그루 수를 곱해 결정한다. 많이 심을수록 보상비가 늘어나는 구조다. 나무 값을 감정할 수도 있는데 빨리 자랄수록 감정 가격이 높아진다. 용버들은 어릴 때 빠르게 자라는 속성수로 꼽힌다.
2021년 3월 8일, 더불어민주당 전용기 의원실이 경기 시흥시와 광명시로부터 제출받은 자료에 따르면 LH 직원들은 허위 내용이 담긴 농업경영계획서를 지자체에 낸 것으로 파악됐다. LH 직원들은 재배 작물 칸에 '벼' '고구마' '옥수수' 등을 기입했지만 실제론 심기에 수월하고 별다른 관리를 하지 않아도 돼 보상받기에 유리한 용버들 등 묘목을 15∼25cm 간격으로 빽빽하게 심었다. 한 토지 감정평가사는 "묘목을 심어두는 것은 투기 목적으로 농지를 구입하는 사람들이 옮겨 심는 비용 등을 보상받기 위해 자주 쓰는 방법"이라고 말했다.

## 반응
LH 사태는 정부 여당에 대한 민심 이반을 가속화 시켜, 문재인 정부와 집권 여당인 더불어민주당의 지지율이 각각 문재인 정부 들어 최저치를 기록하였다.
결국 2021년 대한민국 재보궐선거에서 국민의힘이 압승하는 요인이 되어버렸고 더불어민주당과 문재인 정부에 큰 타격을 입고 말았다.

## 같이 보기
- 3기 신도시
- 엘시티 게이트